# محافظان کریستال
محافظان کریستال (به انگلیسی: Crystal Defenders) مجموعه‌ای از دو بازی ویدئویی به سبک دفاع از برج است که توسط اسکوئر انیکس ساخته و منتشر شده است. اولین بازی از این سری نگهبانان کریستال است که در سه قسمت برای تلفن‌های همراه ژاپنی در سال ۲۰۰۸ منتشر شد. نسخه‌ای سازگار شده از این بازی در اواخر همان سال برای آی‌اواس، به عنوان اولین بازی اسکوئر انیکس برای این پلتفرم منتشر شد و به محافظان کریستال تغییر نام یافت. تحت همان نام، این بازی همچنین بین سال‌های ۲۰۰۹ تا ۲۰۱۱ برای اندروید، ایکس‌باکس لایو آرکید، وی‌ور، و پلی‌استیشن ۳ و پلی‌استیشن همراه از طریق فروشگاه پلی‌استیشن منتشر شد.